# Руффо Шилла, Луиджи
Луиджи Руффо Шилла (итал. Luigi Ruffo Scilla; 25 августа 1750, Сант-Онофрио, Неаполитанское королевство — 17 ноября 1832, Неаполь, Королевство обеих Сицилий) — итальянский куриальный кардинал. Титулярный архиепископ Апамеи Сирийской с 11 апреля 1785 по 9 августа 1802. Апостольский нунций в Тоскане с 26 апреля 1785 по 23 августа 1793. Апостольский нунций в Австрии с 23 августа 1793 по 9 августа 1802. Архиепископ Неаполя с 9 августа 1802 по 17 ноября 1832. Кардинал-священник с 23 февраля 1801, с титулом церкви Санти-Сильвестро-э-Мартино-ай-Монти с 9 августа 1802 по 17 ноября 1832. Кардинал-протопресвитер с 24 января 1830 по 17 ноября 1832.